# 阿弥陀岳
阿弥陀岳（あみだだけ）は、八ヶ岳南部、赤岳の約1 km西に位置する標高2,805 mで、長野県諏訪郡原村と同茅野市との境にあたる山。

## 概要
阿弥陀岳という名前からもわかる通り、山岳宗教に由来した山。山頂には阿弥陀如来像をはじめとして、多くの講中碑が奉じられている。八ヶ岳では赤岳、横岳に次いで3番目に高い山であるが、長野県諏訪地方、特に茅野市街地付近から八ヶ岳連峰を望んだ際に一番高く見える山は赤岳の手前にある阿弥陀岳である場合が多い。諏訪地域では主峰赤岳は多くの場所で阿弥陀岳に重なり山体の一部しか見えない。逆に裏側の野辺山方面からだと、阿弥陀岳が赤岳に重なって見えない場所が多い。

## 登山道
赤岳登山のついでに、中岳のコルから往復する登山者が多い。この他に、美濃戸口から御小屋尾根を辿る道がある。阿弥陀岳の山頂からの眺望は赤岳の西壁が観察できると共に、素晴らしい景色を堪能できる。

### 熟練・上級者向け・バリエーションルート
阿弥陀岳北稜
入門者向けルート
阿弥陀岳北西稜
上級者向けルート
摩利支天沢
北壁右稜
北壁左稜
凹状壁

## 周辺の山
- 中岳 (2,700 m)
- 赤岳 (2,899 m)
- 横岳 (2,829 m)
- 権現岳 (2,715 m)
- 御小屋山 （2,136m）

## ギャラリー

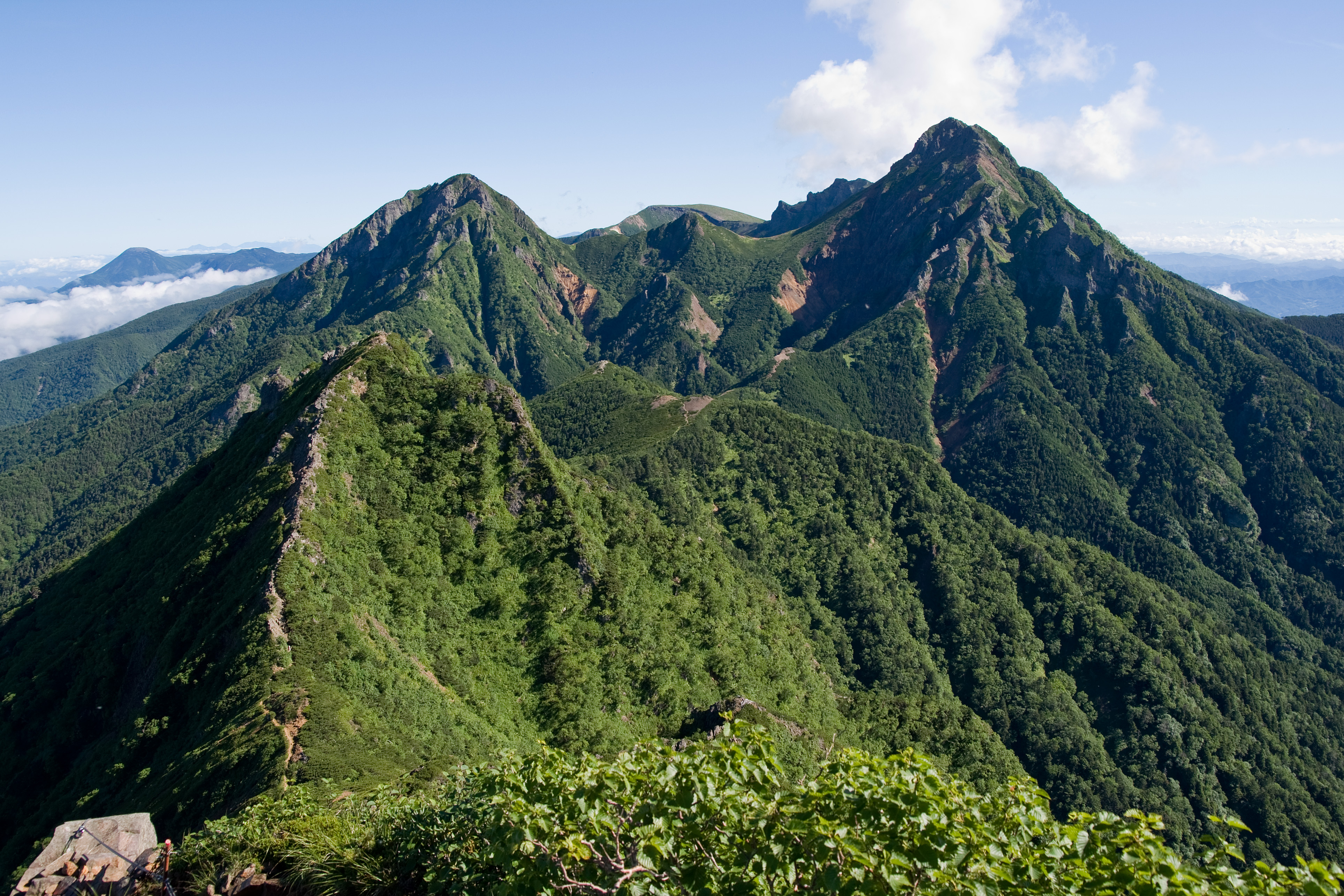
権現岳から見た阿弥陀岳（左）と赤岳（右）
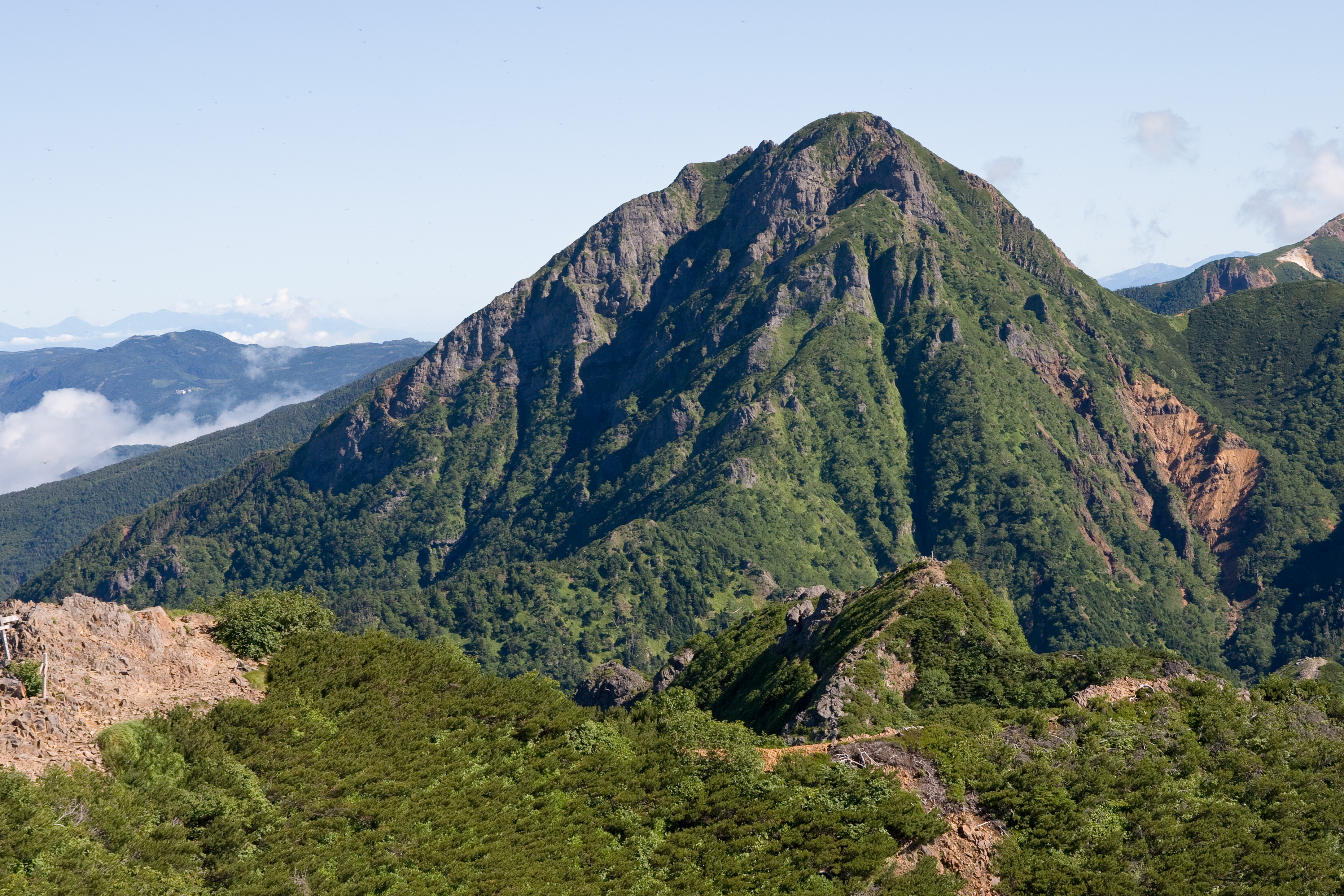
権現岳から見た阿弥陀岳
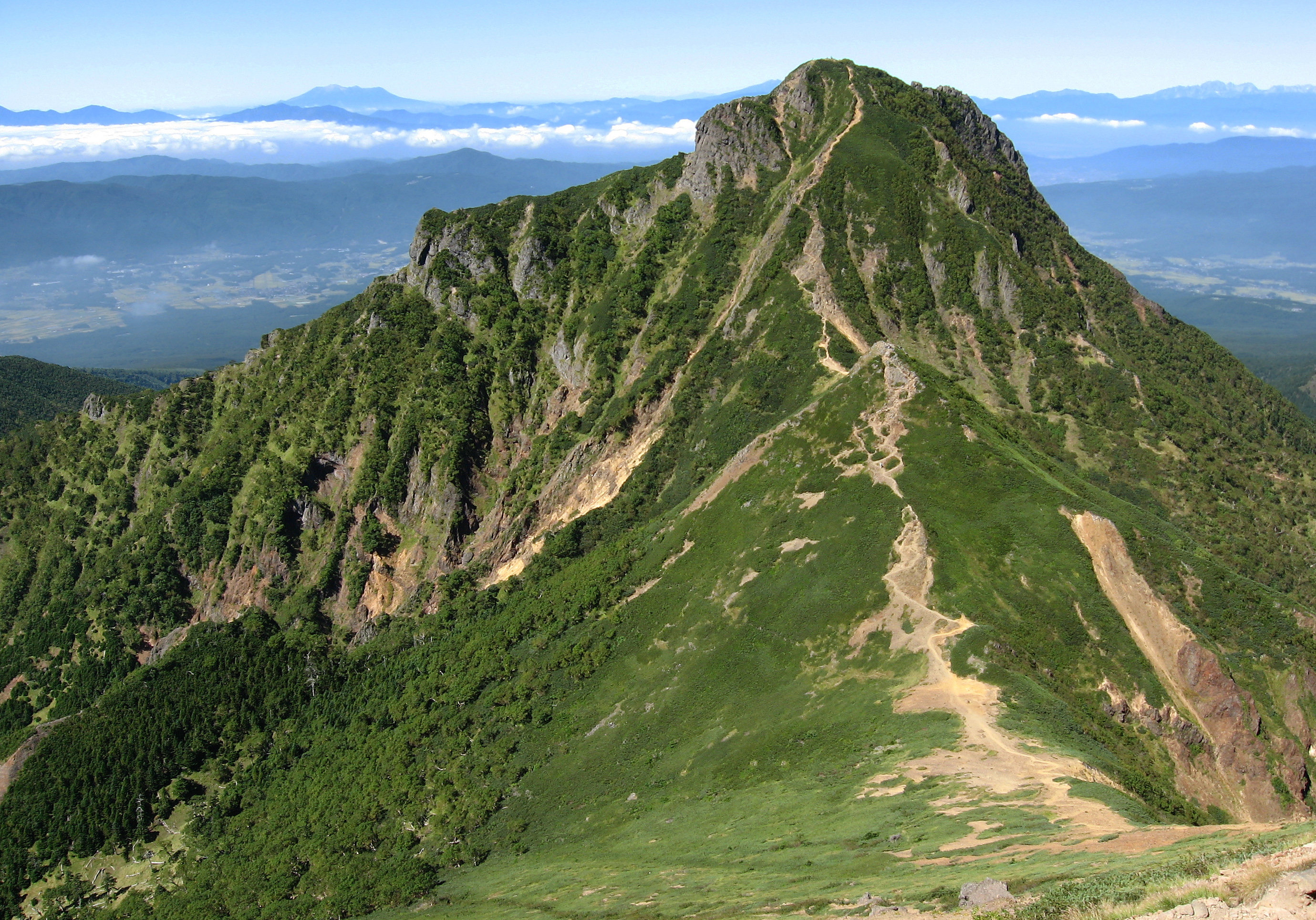
赤岳から見た阿弥陀岳